# フラン・ウォルシュ
フラン・ウォルシュ（Fran Walsh, MNZM, 1959年1月10日 - ）はニュージーランド出身の脚本家、映画プロデューサー、作詞家。映画監督のピーター・ジャクソンの内縁の妻。

## 人物
ニュージーランドのウェリントン生まれ。ヴィクトリア大学ウェリントンにて英文学を学びながら音楽にも興味を持ち、パンクバンドに参加していた。1981年に同大学を卒業し、テレビの脚本などを書いていた。
1987年、ピーター・ジャクソンの低予算映画『バッド・テイスト』に参加したことでジャクソンと知り合い、同年事実上の結婚生活に入った。以来、彼の作品すべてに共同脚本として関わり、プロデュースも手がける一方、ビリー（Billy Jackson）とケイティ（Katie Jackson）の二人の子供をもうけている。
2003年、映画『ロード・オブ・ザ・リング/王の帰還』の脚本執筆によりアカデミー脚色賞、その主題歌「イントゥー・ザ・ウエスト」の作詞によりアカデミー歌曲賞を受賞した。

## フィルモグラフィ
- ミート・ザ・フィーブル 怒りのヒポポタマス Meet the Feebles (1989) 脚本
- ブレインデッド Braindead (1992) 脚本
- 乙女の祈り Heavenly Creatures (1994) 脚本
- さまよう魂たち The Frighteners (1996) 脚本
- ロード・オブ・ザ・リング The Lord of the Rings: The Fellowship of the Ring (2001) 脚本・共同製作
- ロード・オブ・ザ・リング/二つの塔 The Lord of the Rings: The Two Towers (2002) 脚本・製作
- ロード・オブ・ザ・リング/王の帰還 The Lord of the Rings: The Return of the King (2003) 脚本・製作
- キングコング King Kong (2005) 脚本・製作
- ラブリーボーン The Lovely Bones (2009) 脚本・製作
- ホビット 思いがけない冒険 The Hobbit: An Unexpected Journey (2012) 脚本・製作
- ホビット 竜に奪われた王国 The Hobbit: The Desolation of Smaug (2013) 脚本・製作
- ホビット 決戦のゆくえ The Hobbit: The Battle of the Five Armies (2014) 脚本・製作
- 移動都市/モータル・エンジン Mortal Engines (2018) 脚本・製作